# Aventiola

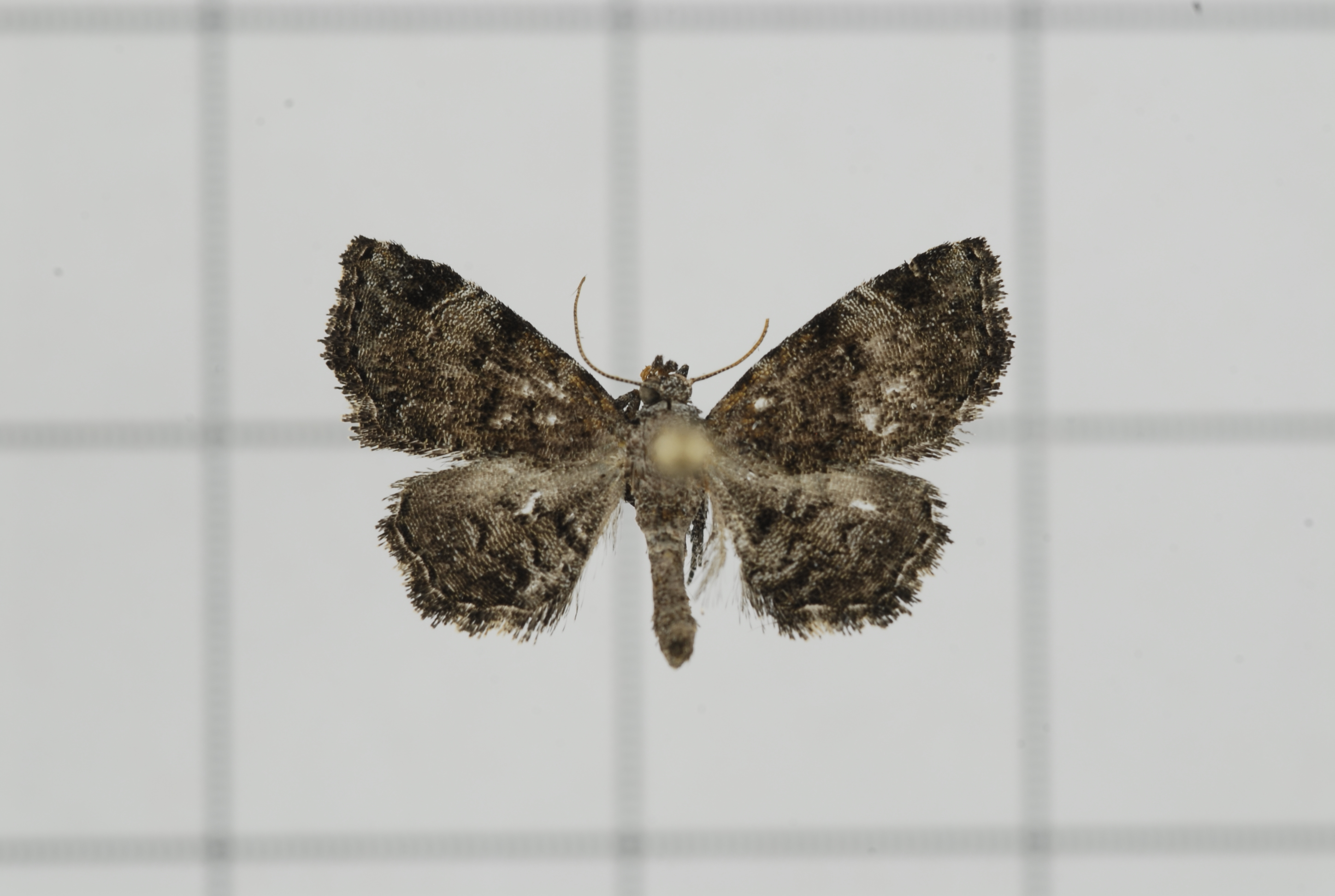
Exemplar de uma Aventiola sp., Noctuidae.

Aventiola é um gênero de traça pertencente à família Arctiidae.